# Muna (Sprache)
Muna ist eine in auf der Insel Muna und im benachbarten Nordwest-Teil der Insel Buton in Südostsulawesi gesprochene Sprache. Sie gehört zu den malayo-polynesischen Sprachen innerhalb der austronesischen Sprachen.